# Magliasina
Die Magliasina ist ein rund 17 Kilometer langer Zufluss des Luganersees im Kanton Tessin/Schweiz. Sie entwässert einen Teil der nordwestlich von Lugano befindlichen Region Malcantone.

## Geographie

### Verlauf
Die Magliasina entsteht auf 1558 m ü. M. durch den Zusammenfluss zweier kurzer Quellbäche bei der Alpe Trepezzi am Südhang des Gradicciòli. Sie nimmt schon früh mehrere Bergbäche auf, die an den Hängen des Monte Magno, Pòla und Monte Ferraro entspringen, darunter den Agario. Sie durchfliesst die Talschaft Malcantone in südlicher Richtung und mündet auf 270 m ü. M. zwischen Magliaso und Caslano in den Luganersee.

### Einzugsgebiet
Das Einzugsgebiet der Magliasina misst 34,61 Quadratkilometer, davon sind 73,9 % bestockte Fläche, 13,3 % Landwirtschaftsfläche, 6,5 % unproduktive Fläche, 5,5 % Siedlungsfläche und 0,7 % Gewässerfläche.
Der höchste Punkt liegt auf 1930 m ü. M. wenig unterhalb des Gradicciòli an dessen Südhang, die mittlere Höhe beträgt 909 m ü. M. und der tiefste Punkt liegt an der Mündung auf 270 m ü. M.
Der mittlere Abfluss an der Mündung beträgt 1,28 m³/s, mit einem Maximum im Mai mit 2,27 m³/s und einem Minimum im Februar mit 0,64 m³/s.